# Георге Замфіреску
Георге Замфіреску (21 вересня 1946) — румунський ватерполіст.
Учасник Олімпійських Ігор 1972, 1976 років.